# Koronka idrijska
Koronka idrijska (słoweń. idrijska čipka) – koronki klockowe wytwarzane od XVI wieku na terenie Idrii w Słowenii.

## Historia

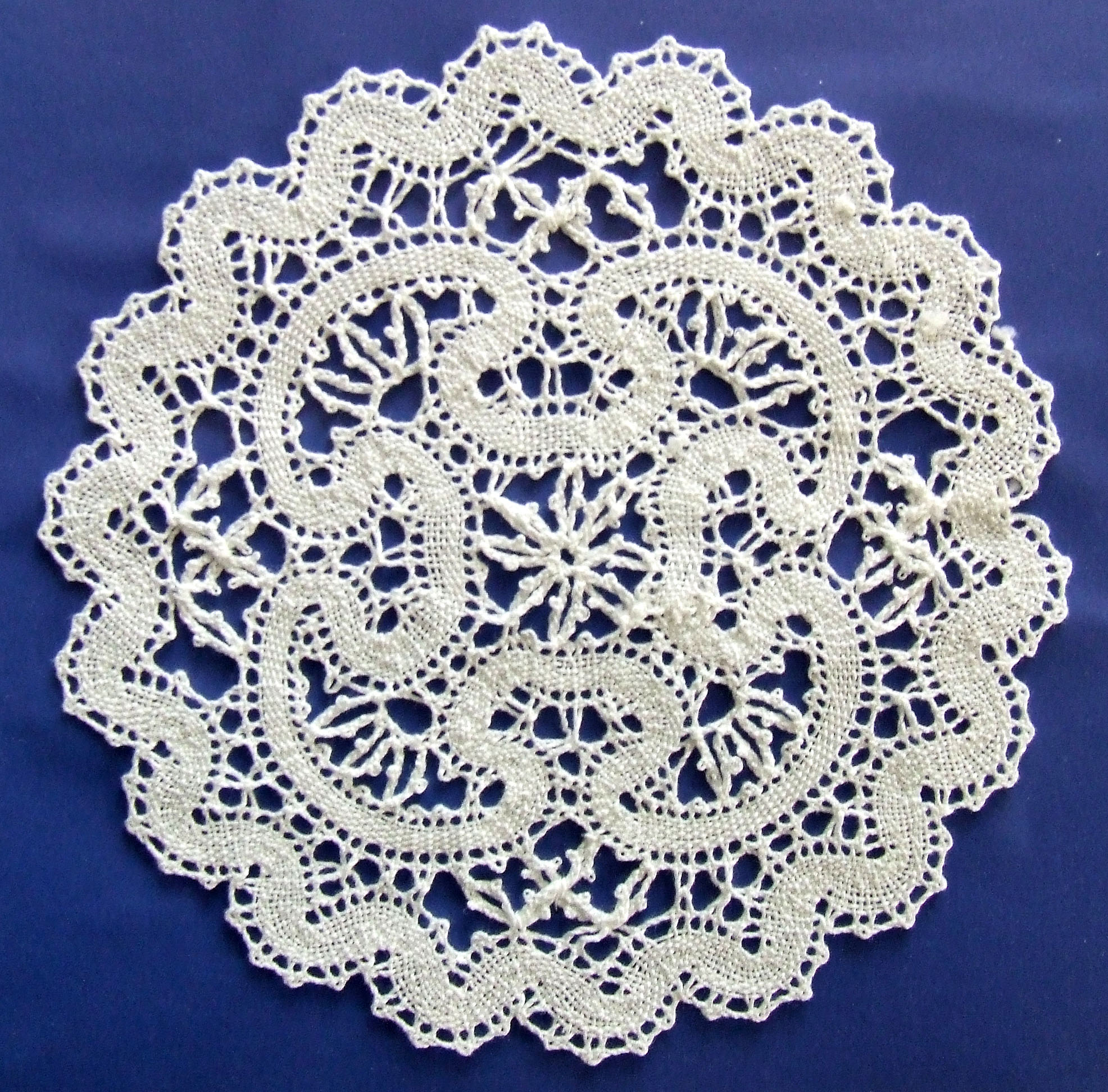
Koronka idrijska

Najstarsze pisemne wzmianki o koronkach w Idrii pochodzą z 1696 roku. O ile termin koronka odnosi się do wyrobów w różnych technikach, to w tym regionie wykonywano tylko koronki klockowe. Koronki powstawały z nici lnianej i używano ich do zdobienia odzieży zarówno prywatnej jak i liturgicznej. W 1860 roku Štefan i Karolina Lapajne zaczęli handlować koronkami. Sprzedawali je do Rosji i Ameryki. Po piętnastu latach, w 1875 roku handlem koronkami z Idrii zajął się również ich siostrzeniec Franc Lapajne. Udało mu się znaleźć rynki zbytu w Europie Zachodniej i Północnej. W 1876 roku austriackie Ministerstwo Handlu utworzyło w Idrii szkołę koronkarstwa. W drugiej połowie lat 90. XIX wieku i na początku XX wieku wzrosło zainteresowanie koronkami. Dzięki oryginalności i jakości koronek Idrija pod koniec XIX wieku była drugim pod względem wielkości ośrodkiem koronkarstwa w Austro-Węgrzech. W tym okresie na tym terenie sprzedażą koronek zajmowało się 8-14 handlarzy. W 1918 roku Idrija znalazła się w granicach Włoch. Koronkarki mogły konkurować tylko przez zwiększenie produkcji. Dlatego wybierano prostsze wzory, wykonywane 5 parami kołków. Po II wojnie światowej spadało zainteresowanie koronkami, a ich wytwarzaniem zajmowały się tylko starsze kobiety.

## Produkcja
Do wytwarzania koronek klockowych potrzebne są: klocki drewniane czyli szpuleczki z rączką, okrągły wałek z podstawką, wzór i nici lniane. Przed rozpoczęciem pracy koronczarka nawija nici na klocki stosując zasadę, że jedna nitka jest nawijana na dwa klocki. Po przytwierdzeniu wzoru do wałka koronkarka mocuje nici owijając wokół szpilki nić łączącą jedną parę klocków. Podczas pracy każda ręka manipuluje jedną parą klocków. Charakterystyczne dla koronki Idrii są wzory takie jak: srčkovke (serca), potonke (piwonie), zibke (kołyska) itp. Najbardziej reprezentatywną techniką jest ris. Jest to tasiemka-płócienko wykonywana przy pomocy sześciu, siedmiu lub ośmiu par klocków.  Rozróżnia się szeroki ris, które dominował w czasach imperium austro-węgierskiego i wąski ris, które powstał po I wojnie światowej. Do wykonania szerokiego risu potrzebujemy siedmiu, a wąskiego 5 par klocków.

## Szkoła Koronkarstwa w Idrii
Szkoła koronkarstwa (čipkarska šola Idrija) została otwarta w 1876 roku. Pierwszą nauczycielką została Ivanka Ferjančič, która po ukończeniu szkoły ludowej w Idrii została przez władze wysłana do prywatnej szkoły koronkarskiej w Południowym Tyrolu. Gdy po trzech latach zmarła, jej obowiązki przejęła siostra Antonina. Zajęcia z koronkarstwa w pełnym wymiarze godzin odbywały się w szkole ludowej. Prowadzono również zajęcia dla starszych, którzy potrzebowali tylko instrukcji jak poprawnie wykonywać koronki w domu. Szkoła współpracowała z Zentral-Spitzenkurs w Wiedniu, który działał w latach 1879-1904. Jego zadaniem było promowanie koronkarstwa na terenie Austro-Węgier. W latach 80. XIX wieku powstały szkoły koronkarskie w innych miejscowościach m.in. w Izoli (1882), Otlicy (1885), a w 1904 roku działająca do dziś szkoła w Železnikach. Od 1974 roku szkoła działa w Gimnazjum Jurija Vege w Idrii. Od 1992 roku należy do OIDFA (The International Bobbin and Needle Lace Organisation). Podczas Kongresu OIDFA w 2016 roku, który odbył się w Lublanie Mira Hodnik zaprezentowała jego uczestnikom historię szkoły

## Festiwal koronki
Festiwal koronki idrijskiej (Festival idrijske čipke) jest organizowany z przerwami od 1952 roku. W czerwcu 2020 roku zaplanowano 39 edycję. Trzydniowy festiwal zgodnie z tradycją rozpoczyna się w piątek. W kolejnych dniach są organizowane spotkania, wykłady, warsztaty koronkarskie. Ważnym elementem jest przyznawanie certyfikatów koronkarskich i wybór najlepszych koronek w organizowanym corocznie konkursie.

## Wpis na listę reprezentatywną niematerialnego dziedzictwa kulturowego ludzkości
W 2016 roku rząd Słowenii wpisał wytwarzanie koronek w Idrii do rejestru niematerialnego dziedzictwa kulturowego. W 2018 roku wytwarzanie koronek w Słowenii zostało wpisane na listę niematerialnego dziedzictwa UNESCO.